# Konomba Traoré
Œuvres principales
Le balafon : traité de musique d'un balânfôla
Konomba Traoré est un homme de culture burkinabè.  
Ecrivain, artiste-peintre, auteur-compositeur, chanteur, musicologue, il est aussi professeur de musique traditionnelle et facteur d'instruments traditionnels (balafon, kora, donzo ngoni, djembé).  
Il est connu comme un des grands défenseurs de la tradition africaine et burkinabè. 

## Biographie

### Enfance et études
Issu d’une famille sénoufo, Konomba Traoré est né à en 1947 à Samogohiri dans la province du Kénédougou au Burkina Faso. Il est diplômé de l’Ecole Nationale d’Administration (ENA), aujourd’hui l’Ecole Nationale d’Administration et de magistrature (ENAM). 

### Carrière
En plus d’être un homme de culture, Konomba Traoré est aussi un agent administratif qui a occupé plusieurs fonctions au sein de l’administration burkinabè. Il a été préfet de plusieurs provinces notamment à Fada à l’Est, Sindou, Bogandé , à Gaoua, Kaya.
Il occupe aussi les fonctions de secrétaire général et de maire de la commune de Ouagadougou en 1983. En 1984, il est muté au ministère de l’Intérieur comme chef de service des frontières. Il finit par être nommé préfet de la commune de Kokologho de 1984 à 1986. En 1986, Thomas Sankara lui propose de rejoindre le ministère de la culture et le nomme Directeur du Centre National d’Artisanat d’Art sans aucun acte administratif ; poste qu’il occupe de 1986 à 1988. 
Il ouvre la section musique traditionnelle à l'école de musique, où il est nommé chef de section et professeur. Il y enseigne jusqu’à sa retraite en 2003. Pour l’ensemble de ses services rendus à la nation, il est élevé au rang de chevalier de l'ordre du mérite national. Et Trésor Humain vivant en 2015. 
Konomba Traoré est aussi membre de la confrérie des Féticheurs du Konon, du Komo et du Wara., deux sociétés secrètes traditionnelles différentes. Il fut l’objet d’un film documentaire intitulé « Konomba, le destin panaché » du cinéaste Porgo Rédo sorti en 2002. 
Son prénom « Konomba », lui a été donné par « le Konon », le fétiche de son père, car celui-ci avait prédit sa naissance future et le jour-même de sa naissance,. Il symbolise donc le fils du fétiche dont il est une réincarnation. D’où son fort attachement à la tradition. 

## Œuvres

### Publications
- 2017: Le balafon : traité de musique d'un balânfôla[7],
- « Le balafon, l’or brun africain »,
- « L’Afrique Noire, traditions »
- « Tchégnounon N’Golo », un recueil de contes.

### Discographie
- 2006: Portrait de génie africain Vol.1[8],
- 2006 : Noir et Blanc (Montanaro & Konomba),
- 2005: Sira Koro[2]
- 2004 : Marimbalafon,
- 2003 : Tambourinaire,
- Contes et légendes d'Afrique.

### Filmographie
2015: Il joue en tant qu'acteur dans Cassez-le-feu

## Prix et distinctions

### Distinctions
- 2003 : Chevalier de l'ordre du mérite national
- 2015 : Trésor humain vivant

### Prix
- 1986: 2ème prix de musique traditionnelle instrumentale à la Semaine Nationale de la Culture (SNC) à Bobo
- 1er prix de contes et 2ème prix de peinture et de dessin au Cercle d’Activités Littéraires et Artistiques de Haute Volta (CALAHV)[3].